# Sandra Kalniete
Sandra Kalniete, latvijska političarka, pisateljica in diplomatka, * 22. december 1952, Togur, Sovjetska zveza (zdaj Rusija).
Je voditeljica gibanja za osamosvojitev Latvije. V letih 2002–2004 je bila zunanja ministrica Latvije, leta 2004 pa evropska komisarka za kmetijstvo, razvoj podeželja in ribištvo. Od leta 2009 je poslanka Evropskega parlamenta (EP) iz Evropske ljudske stranke.
Življenjsko je zaznamovana s zgodbo, da se je rodila v Sibiriji kot hči političnih zapornikov, ki so jih tja deportirale sovjetske oblasti. Je prepričana liberalistka, ki se prizadeva za osvežitev zgodovinopisja tega prostora.
Sicer študentka umetnostne zgodovine, se je leta 1988 politično odločno postavila na stran latvijske ljudske fronte, tedaj najbolj prepoznavne stranke za neodvisnost. Poleg umetnostne zgodovine je študirala mednarodne študije in po osamosvojitvi Latvije postala prepoznavna članica latvijske diplomacije, predstavljala je Latvijo pri Organizaciji združenih narodov (od 1993 do 1997), bila v Franciji (od 1997 do 2000) in delala v Unescu, nakar je postala latvijska zunanja ministrica. Zelo široko je prevedena njena knjiga S plesnimi čevlji po sibirskem snegu. Velja za resno in glasno nasprotnico komunizma, ki se prizadeva za vrnitev umetniških del iz državnih muzejev, prizadeva se tudi za osvoboditev regulacije tako na področju izposoje denarja kot regulacije javnega prevoza. Velja za eno priznanih soavtoric Lizbonske pogodbe EU. Je velika in prepoznavna zagovornica človekovih pravic v odnosu do totalitarizmov Sovjetske zveze. Trenutno je članica stranke Nova era.